# وین بلک
 وین بلک (انگلیسی: Wayne Black؛ زاده ۱۴ نوامبر ۱۹۷۳) یک تنیس‌باز اهل زیمبابوه است.